# Liste der nach Personen benannten Straßen in Wernigerode
Diese Liste der nach Personen benannten Straßen in Wernigerode enthält alle Straßen in Wernigerode, die nach Personen benannt wurden.

## Nach Personen benannte Straßen
| Straßenname                     | Ortsteil    | Person                                          | Anmerkungen |
| ------------------------------- | ----------- | ----------------------------------------------- | --- |
| Albert-Bartels-Straße           | Kernstadt   | Albert Bartels                                  | Albert Bartels (1853–1916) war Mitbegründer und erster Vorsitzender des SPD-Ortsvereins in Wernigerode, sowie 1897 erster sozialdemokratischer Stadtverordneter. Bis 1945 hieß die Straße noch Hindersinstraße nach Gustav Eduard von Hindersin. |
| Albert-Einstein-Straße          | Burgbreite  | Albert Einstein                                 | |
| Albert-Schweitzer-Straße        | Burgbreite  | Albert Schweitzer                               | |
| August-Bebel-Platz              | Galgenberg  | August Bebel                                    | |
| Bert-Heller-Straße              | Burgbreite  | Bert Heller                                     | Bis 1990 trug die Straße noch den Namen Erich-Weinert-Straße nach dem Schriftsteller Erich Weinert. |
| Bodestraße                      | Harzblick   | Gebrüder Bode                                   | benannt nach dem Hofrat Heinrich Karl Gottfried Bode († 1823) und dem Justizkommissar Christian Ernst Friedrich Adrian Bode († 1816), die ihr Vermögen der Stadt Wernigerode vermachten und verfügten, dass es wohltätigen Stiftungen zugutekommen sollte. |
| Carl-Friedrich-Gauß-Straße      | Harzblick   | Carl Friedrich Gauß                             | |
| Christianental                  | Nöschenrode | Christiane Anna Agnes von Anhalt-Köthen         | Das frühere Dillenthal wurde 1897 nach Christiane Anna Agnes von Anhalt-Köthen, der zweiten Gemahlin von Heinrich Ernst zu Stolberg-Wernigerode, benannt. |
| Damaschkestraße                 | Hasserode   | Adolf Damaschke                                 | Am 24. November 1925, zu seinem 60. Geburtstag, nach dem Pädagogen und Führer der deutschen Bodenreformbewegung Adolf Damaschke (1865–1935) benannt. |
| Degenerstraße                   | Nöschenrode | Theodor Degener                                 | Seit 1900 nach dem Rittergutsbesitzer Theodor Degener (1823–1889) benannt. |
| Deliusstraße                    | Nöschenrode | Jakob Heinrich Delius                           | Nach dem Bürgermeister und Heimatforscher Jakob Heinrich Delius (1727–1806) benannt. Sein einziger Sohn war Christian Heinrich Delius. |
| Dr.-Jacobs-Straße               | Stadtfeld   | Eduard Jacobs                                   | |
| Elise-Crola-Straße              | Stadtfeld   | Elise Crola                                     | |
| Ernst-Pörner-Straße             | Stadtfeld   | Ernst Pörner                                    | |
| Fichtestraße                    | Hasserode   | Johann Gottlieb Fichte                          | |
| Forckestraße                    | Kernstadt   | Johann Arnold Forcke                            | 1898 nach dem Apotheker Johann Arnold Forcke (1788–1865) benannt, der der Stadt Grundstücke zur Errichtung einer Erziehungsanstalt für verwahrloste Kinder vermachte. Die Stadt verkaufte die Grundstücke einzeln, deren Erlös dann in die wohltätige Forcke-Stiftung einfloss. Am Wohltäterbrunnen auf dem Marktplatz erhielt er ebenfalls eine Plakette.                                                 |
| Frankenfeldstraße               | Hasserode   | Familie Frankenfeld                             | 1929 nach einer im 16. Jahrhundert eingewanderten Familie Frankenfeld benannt. |
| Friederikental                  | Nöschenrode | Auguste Friederike Isenburg-Büdingen            | Nach der Tochter des Grafen Heinrich Ernst zu Stolberg-Wernigerode, Auguste Friederike zu Ysenburg-Büdingen (1743–1783), benannt. |
| Friedrich-Naumann-Straße        | Harzblick   | Friedrich Naumann                               | |
| Friedrichstraße                 | Hasserode   | Friedrich II. (Preußen)                         | Von 1950 bis 1990 trug sie den Namen „Leninstraße“ nach Wladimir Iljitsch Lenin. |
| Georgiistraße                   | Harzblick   | Georg (Heiliger)                                | Die Straße ist nach dem heiligen Georg benannt, wie auch die Georgii-Kapelle und das Georgii-Hospital. |
| Gerhard-Bombös-Weg              | Harzblick   | Gerhard Bombös                                  | |
| Gustav-Petri-Straße             | Kernstadt   | Gustav Petri                                    | |
| Hallbauerstraße                 | Stadtfeld   | Christian Hallbauer                             | Christian Hallbauer (1900–1954) war künstlerischer Gestalter und Maler, er wurde in Wernigerode geboren. Die Straße war zuvor als Schlossstraße und von 1948 bis 2006 als „Clara-Zetkin-Straße“ nach Clara Zetkin benannt. |
| Hans-Hoffmann-Weg               | Hasserode   | Hans Hoffmann                                   | nach dem Schriftsteller Hans Hoffmann (1848–1909) benannt, der von 1894 bis 1902 in Wernigerode lebte. |
| Heinrich-Heine-Straße           | Hasserode   | Heinrich Heine                                  | Heinrich Heine (1797–1856) weilte auf seiner Harzreise 1824 auch in Wernigerode. |
| Hermann-Löns-Weg                | Hasserode   | Hermann Löns                                    | Der Heide-Dichter und Heimatschriftsteller Hermann Löns (1866–1914) kam 1907 nach Wernigerode und gab der Stadt den Namen „Die bunte Stadt am Harz“. Die Straße erhielt 1920/21 seinen Namen und 1929 das Hermann-Löns-Denkmal. |
| Hilde-Coppi-Straße              | Stadtfeld   | Hilde Coppi                                     | |
| Hilleborchstraße                | Nöschenrode | Thomas Hilleborch                               | 1928/1929 nach dem Baumeister Thomas Hilleborch (1470–1540) benannt, der maßgeblich am Umbau des „Spelhus“ zum Rathaus Wernigerode beteiligt war. |
| Hornstraße                      | Nöschenrode | Heinrich Horn                                   | Heinrich Horn (1480–1553) war ein Wohltäter der Stadt und unterstützte den Bau zahlreicher Gebäude nach dem Stadtbrand von 1528, sorgte für eine Wasserleitung bis auf den Marktplatz und die Unterstützung der Feuerwehren. Er ließ das Lyceum errichten und setzte sich für Bildung auch von Kindern armer Familien ein. Sein Name steht auf einer der Plaketten am Wohltäterbrunnen auf dem Marktplatz. |
| Huberstraße                     | Nöschenrode | Victor Aimé Huber                               | Der deutsche Sozialreformer und Genossenschaftsexperte lebte seit 1852 in Wernigerode. Er gründete die St. Theobaldi-Stiftung und ließ 1862 das St. Theobaldi-Vereinshaus errichten, das später nach ihm benannte „Huberhaus“. |
| Humboldtweg                     | Hasserode   | Wilhelm von Humboldt und Alexander von Humboldt | 1905 Fürstenweg wohl nach Fürst Otto zu Stolberg-Wernigerode, ab 1945 Humboldtweg nach den Geschwistern von Humboldt, Wilhelm (1767–1835) Gelehrter und Staatsmann sowie Alexander (1769–1859) Naturforscher. |
| Johann-Sebastian-Bach-Straße    | Kernstadt   | Johann Sebastian Bach                           | |
| Käthe-Kollwitz-Straße           | Stadtfeld   | Käthe Kollwitz                                  | |
| Kantstraße                      | Hasserode   | Immanuel Kant                                   | |
| Karl-Liebknecht-Straße          | Hasserode   | Karl Liebknecht                                 | |
| Karl-Marx-Straße                | Burgbreite  | Karl Marx                                       | |
| Karl-Wernicke-Platz             | Harzblick   | Karl Wernicke                                   | Karl Wernicke (1908–2000) war Meister im Elektromotorenwerk Wernigerode und Streikführer während des Volksaufstandes vom 17. Juni 1953. Nach seiner Flucht nach Aachen lebte er dort unter falschem Namen, um von der Stasi nicht gefunden zu werden. |
| Karlstraße                      | Hasserode   | Karl Niewerth                                   | Der Bauunternehmer Karl Niewerth errichtete in der Straße nach dem Ausbau 1890/92 die ersten Häuser. |
| Kopernikusstraße                | Burgbreite  | Nikolaus Kopernikus                             | |
| Krausestraße                    | Nöschenrode | Krause                                          | Die Straße wurde nach dem „Rathmann a. d. Krause zu Dresden“ benannt, der 1834 „Kraussche Stiftung“ gründete, mit der Bedingung, dass die eingezahlten Erträge nur der Stadt Wernigerode zugutekommen sollten. (Sandvoß'sche-Stiftung) |
| Kruskastraße                    | Hasserode   | Emil Kruska                                     | Benannt nach Emil Kruska (1853–1945), Arzt und Bürgermeister Wernigerodes von 1884 bis 1886. |
| Lessingstraße                   | Hasserode   | Gotthold Ephraim Lessing                        | |
| Lossenweg                       | Hasserode   | Karl August Lossen                              | |
| Louis-Braille-Straße            | Nöschenrode | Louis Braille                                   | 1896 als „Schülerstraße“ benannt und seit 1954 nach Louis Braille (1809–1852), dem Erfinder der Blindenschrift. |
| Lutherstraße                    | Hasserode   | Martin Luther                                   | |
| Martin-Heinrich-Klaproth-Straße | Stadtfeld   | Martin Heinrich Klaproth                        | |
| Max-Otto-Straße                 | Stadtfeld   | Max Otto                                        | Max Otto (1889–1969) war Vorsitzender des Wernigeröder Gewerkschaftsbundes und seit 1929 Stadtverordneter. Im April 1945 wurde er zum Ersten Bürgermeister der Stadt ernannt und blieb bis 1950 im Amt. Bis 1991 war die Straße als „Wilhelm-Pieck-Straße“ nach Wilhelm Pieck benannt. |
| Max-Planck-Straße               | Stadtfeld   | Max Planck                                      | |
| Otto-von-Guericke-Straße        | Stadtfeld   | Otto von Guericke                               | |
| Paul-Renner-Straße              | Stadtfeld   | Paul Renner                                     | seit 2011 im Gewerbegebiet „Smatvelde“ nach Paul Renner benannt |
| Plemnitzstraße                  | Harzblick   | Heinrich August Plemnitz                        | Plemnitz vermachte sein Vermögen dem Pestalozziverein für wohltätige Zwecke, der damit das Waisenhaus „Plemnitz-Stift“ in Wernigerode errichtete, das 1890 eröffnete. |
| Rosa-Luxemburg-Straße           | Hasserode   | Rosa Luxemburg                                  | |
| Röntgenstraße                   | Hasserode   | Wilhelm Conrad Röntgen                          | |
| Rudolf-Breitscheid-Straße       | Kernstadt   | Rudolf Breitscheid                              | 1890 wurde diese Straße nach Kaiser Wilhelm I. „Kaiserstraße“ benannt, 1923 „An der Brockenbahn“, 1936 „Skagerrak-Straße“ (nach der Skagerrakschlacht), seit 1945 nach Rudolf Breitscheid (1874–1944). |
| Schillerstraße                  | Hasserode   | Friedrich Schiller                              | |
| Schmidtstraße                   | Nöschenrode | Hermann Schmidt                                 | Pastor Hermann Schmidt baute dort 1907/08 das erste Haus. |
| Theodor-Fontane-Straße          | Stadtfeld   | Theodor Fontane                                 | |
| Walther-Grosse-Ring             | Stadtfeld   | Walther Grosse                                  | |
| Wilhelm-Raabe-Straße            | Nöschenrode | Wilhelm Raabe                                   | |
| Walter-Rathenau-Straße          | Kernstadt   | Walter Rathenau                                 | Bis 1946 wurde sie Graf-Heinrich-Straße genannt, nach Graf Heinrich von Wernigerode († 1429). |
| Wilhelm-Pramme-Straße           | Hasserode   | Wilhelm Pramme                                  | |

## Ehemalige Straßennamen
Einige Straßen waren nach Personen benannt, wurden aber aus politischen oder gesellschaftlichen Gründen umbenannt oder um Verwechslungen zu vermeiden.
- Bismarckstraße in Hasserode nach Otto von Bismarck, 1897–1928 und seit 1946 wieder Unterm Ratskopf
- Clara-Zetkin-Straße im Stadtfeld nach Clara Zetkin, seit 2006 Hallbauerstraße
- Erich-Weinert-Straße in der Burgbreite nach Erich Weinert, seit 1991 Bert-Heller-Straße
- Friedrich-Engels-Straße im Stadtfeld nach Friedrich Engels, seit 1991 Minslebener Straße
- Graf-Heinrich-Straße nach Heinrich von Wernigerode, seit 1946 Walther-Rathenau-Straße
- Hindersinstraße nach Gustav Eduard von Hindersin, seit 1945 Albert-Bartels-Straße
- Johannes-Dieckmann-Straße im Stadtfeld nach Johannes Dieckmann, seit 1991 Dr.-Jacobs-Straße
- Junkersweg nach Hugo Junkers seit 1937, 1945 Wasserstraße, seit 1991 Ligusterweg
- Kaiserstraße in Nöschenrode nach Kaiser Wilhelm I. seit 1871, von 1945 bis 1991 Thälmannstraße, seit 1991 Nöschenröder Straße
- Kaiserstraße in Wernigerode nach Kaiser Wilhelm I. seit 1890, 1923 An der Brockenbahn, 1936 Skagerrak-Straße, seit 1945 Rudolf-Breitscheid-Straße
- Leninstraße in Hasserode nach Wladimir Iljitsch Lenin, seit 1991 Friedrichstraße
- Maxim-Gorki-Straße in Hasserode nach Maxim Gorki, davor 1897–1950 und seit 1991 wieder Salzbergstraße
- Mitschurinstraße nach Iwan Wladimirowitsch Mitschurin, bis 1945 Schmatzfelder Chaussee, seit 1991 Schmatzfelder Straße
- Moltkestraße in Hasserode nach Helmuth von Moltke, seit 1946 Eisenberg
- Otto-Grotewohl-Straße im Stadtfeld nach Otto Grotewohl, seit 1991 Walther-Grosse-Ring
- Otto-Nuschke-Straße im Stadtfeld nach Otto Nuschke, seit 1991 Elise-Crola-Straße
- Ottostraße in Wernigerode nach Fürst Otto zu Stolberg-Wernigerode, seit 1950 Johann-Sebastian-Bach-Straße
- Robert-Koch-Straße im Stadtfeld nach Robert Koch, seit 1991 Ernst-Pörner-Straße
- Thälmannstraße in Nöschenrode nach Ernst Thälmann, davor Lange Straße, 1871–1945 Kaiserstraße, seit 1991 Nöschenröder Straße
- Wilhelm-Pieck-Straße im Stadtfeld nach Wilhelm Pieck, seit 1991 Max-Otto-Straße